# SouthBridge

Diagrama d'interacció típic d'un north/southbridge amb els altres components de l'ordinador.

SouthBridge és la part del joc de xips que controla el sistema d'entrada/eixida de dades, el bus d'IDE i en conseqüència, als dispositius d'emmagatzemament, l'àudio i altres busos, com el Bus sèrie universal, el ISA, el port sèrie, el port paral·lel, etc. El seu nom es deu al fet que la seua localització habitual és a la zona sur del conjunt Chipset en la placa mare.